# Акты, относящиеся к истории Южной и Западной России
Акты, относящиеся к истории Южной и Западной России («Акты, относящиеся к истории Южной и Западной России, собранные и изданные Археографическою комиссиею». СПБ, 1863—1892), АЮЗР — 15-томне видання документальних матеріалів, присвячених головним чином історії України й Білорусі 13—17 століть. Найдавнішим документом АЮЗР є грамота галицького князя Лева Даниловича 2-ї половини 13 століття.
Виходили за редакцією Миколи Костомарова (т. І—ІХ, XII, XIII) та Геннадія Карпова (т. X, XI, XIV).
Документи висвітлюють адміністративно-територіальний устрій України, її соціально-економічне, політичне й воєнне становище, вибори гетьманів, їхні стосунки з іноземними державами, права і вольності козацтва, історію церкви, Берестейську церковну унію 1596 року, історію Лівонської війни 1558—1583 років, польсько-російської війни 1632—1634, селянські війни під проводом Степана Разіна 1670—1671 років тощо.
Велику цінність мають матеріали біографічного характеру Богдана Хмельницького, Юрія Хмельницького, Петра Дорошенка, Івана Виговського, Івана Брюховецького, Лазара Барановича, Інокентія Ґізеля, Дем'яна Многогрішного, Івана Самойловича, Івана Сірка.

## Томи 1, 2
Перші два томи АЮЗР містять грамоти литовських і удільних князів, дарчі, духовні грамоти, купчі, мінові, закладні акти, жалувані грамоти містам (Києву, Вільно, Мінську, Могильову, Орші, Білій Церкві тощо), документи про феодальне і монастирське землеволодіння, про розвиток господарства і торгівлі, про економічне і правове становище сільського та міського населення.

## Томи 3, 8, 10, 14
В 3, 8, 10, 14 томах опубліковані царські грамоти, гетьманські універсали, статейні списки воєвод, повідомлення послів, чолобитні та інші документи про селянсько-козацькі повстання, про визвольну війну українського народу під керівництвом Богдана Хмельницького і переговори з російським урядом у питаннях союзу України з Московською державою, про україно-російські політичні, економічні і культурні зв'язки, про переселення українців до Росії, описи Білоцерківського і Ніжинського полків з переписом жителів, приведених до присяги 1654, і так далі.

## Томи 4—7, 9, 11—13, 15
В 4—7, 9, 11—13 і 15 томах зібрані документи про соціально-економічне та політичне становище України після смерті Богдана Хмельницького, про взаємовідносини Росії та України з Польщею, Молдовією, Кримом, Туреччиною, Угорщиною, Швецією, про воєнні дії російського і українського війська проти польських турецьких і татарських загарбників і так далі.